# Mälzerei

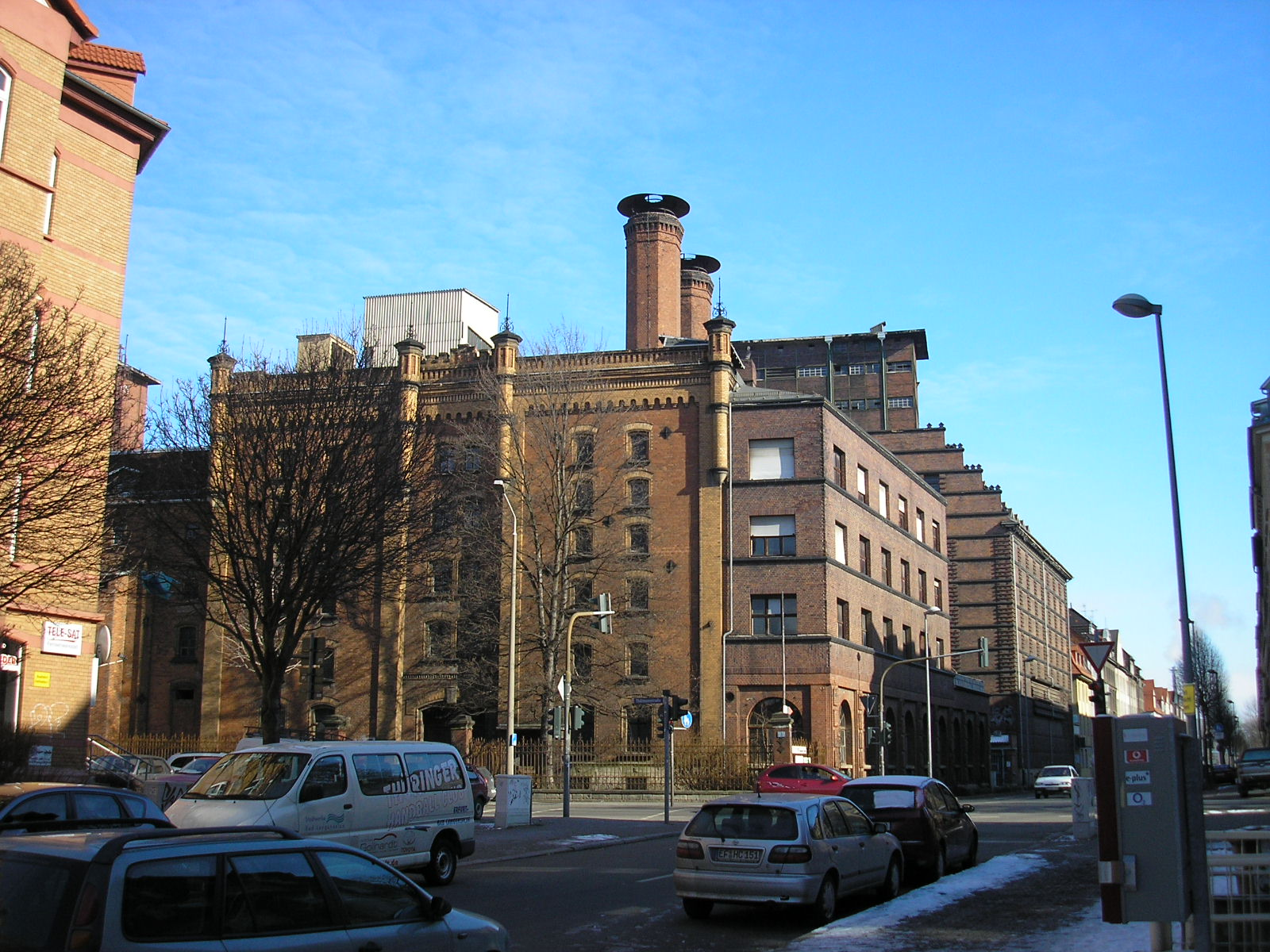
Ehemalige Malzfabrik Wolff in Erfurt (Gebäude von 1885)

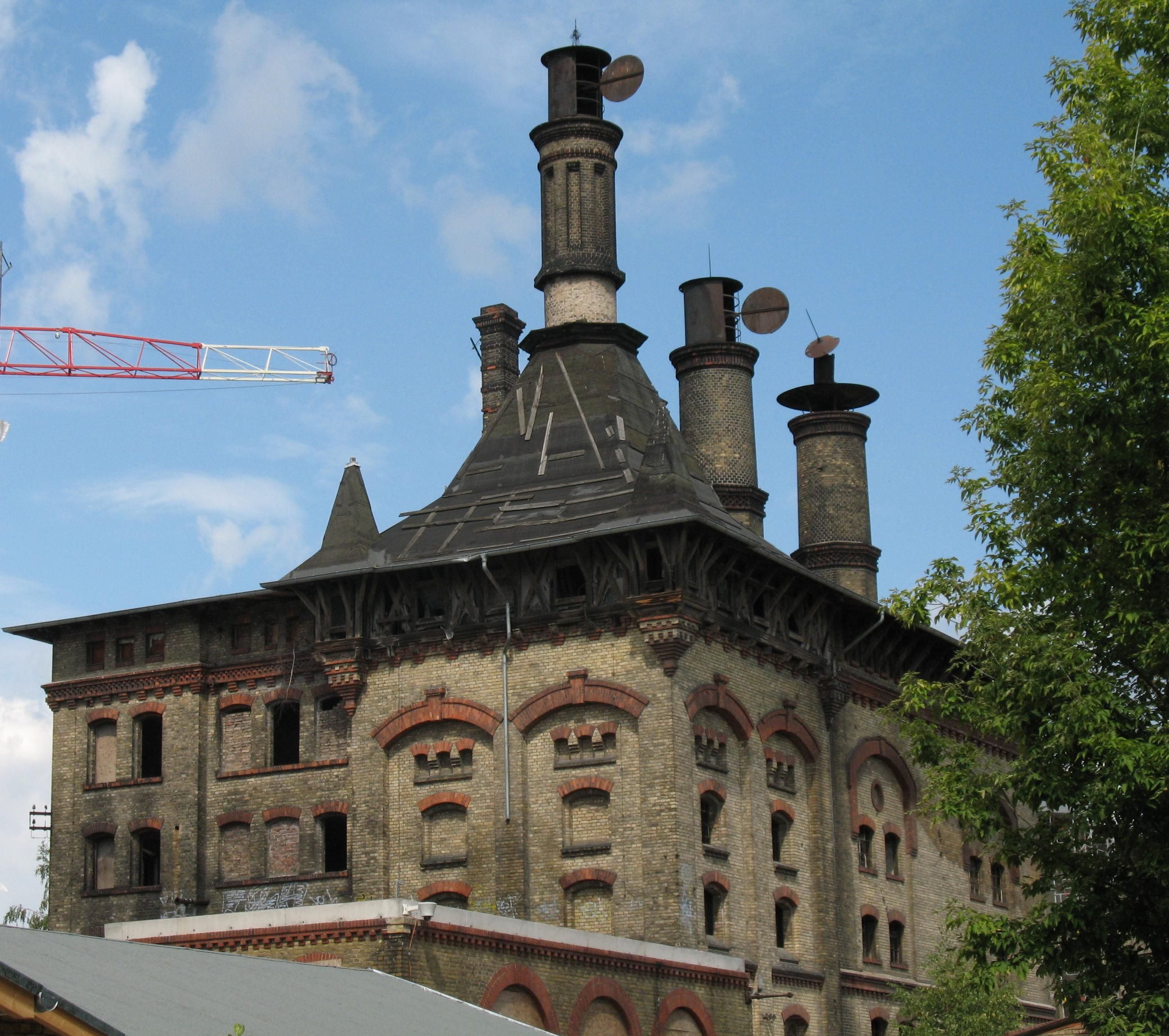
Alte Mälzerei in Berlin-Pankow

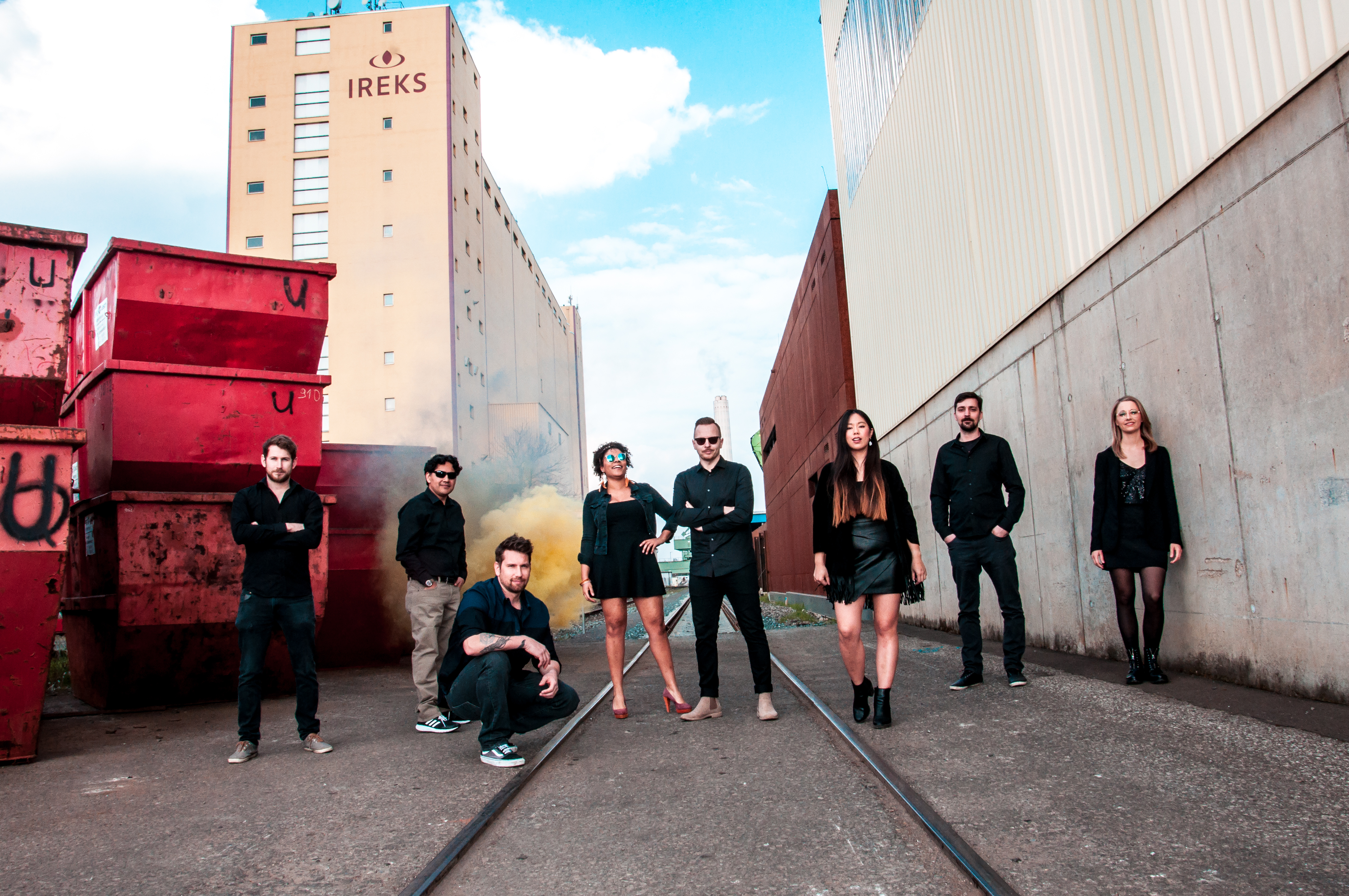
Moderne Malzfabrik Ireks im Hafen Schweinfurt, als Kulisse für eine Band

In einer Mälzerei wird durch Mälzung aus Braugetreide Malz hergestellt. Weltweit gibt es etwa 180 Länder mit Brauereien, aber nur etwa 50 Länder mit Mälzereien. In Deutschland bestehen rund 45 Handelsmälzereien. Diese produzierten 2011 zirka 2,1 Millionen Tonnen Malz.

## Geschichte
Historisch gesehen haben Brauereien selbst gemälzt und waren daher Brauerei und Mälzerei in einem. Vor allem ab der zweiten Hälfte des 19. Jahrhunderts entstanden so markante Brauerei- und Mälzereianlagen.
Heutzutage stellen nur noch wenige Brauereien ihr Malz selbst her. Mit zunehmender Industrialisierung in der Mitte des 19. Jahrhunderts trennte sich die Herstellung von Malz immer mehr von der Bierherstellung, und die Mälzereien wurden zu eigenständigen Unternehmen. Trotzdem ist das Mälzen untrennbar mit dem Brauen verbunden. So vereint der Beruf des Brauers und Mälzers beide Tätigkeiten.

## Prozess der Malzherstellung
Die Herstellung von Malz kann in drei Teilbereiche gegliedert werden.
1. Das Weichen
Beim Weichen im Weichhaus wird die Gerste (oder anderes Braugetreide) während 2–3 Tagen befeuchtet, bis der Wassergehalt des Kornes bei etwa 40–45 Prozent liegt.
2. Das Keimen
Die geweichte Gerste keimt in Keimanlagen während 4–7 Tagen. Dabei bilden sich aus dem Keimling des Kornes Blatt- und Wurzelkeime und im Korn entstehen Enzyme oder werden aktiviert.
3. Das Darren
Das gekeimte Grünmalz wird auf der Darre in einem schonenden Verfahren getrocknet und so bilden sich Farb- und Aromastoffe im Korn.

Durch verschiedene Mälzungsverfahren kann eine Vielzahl verschiedener Braumalze hergestellt werden, welche ihrerseits unterschiedliche Biersorten möglich macht.

## Technologie
Die Mälzereitechnik hat sich besonders in den letzten 100 Jahren stark weiterentwickelt. Am auffälligsten ist dies bei der Keimtechnologie:
- Tennenmälzerei (engl. floor maltings).
Diese Technologie gab es bereits im 17. Jahrhundert.[2] Das Keimgut wird hierzu in relativ dünnen Schichten (ca. 30 cm) auf dem Boden ausgebreitet und regelmäßig manuell gewendet. Das traditionelle Verfahren ist sehr arbeitsaufwendig bei geringer Kapazität. Dennoch wird die Tennenmälzerei noch sehr vereinzelt für Spezialmalze oder in besonders traditionellen Unternehmen eingesetzt, aber dann zumeist mit mechanischen Wendern.  
Spätestens seit der Mitte des 20. Jahrhunderts wurde die Tennenmälzerei weitgehend durch pneumatische Keimverfahren ersetzt.[3] Hierbei wird Frischluft von unten durch das Keimgut geleitet. Durch die Luftzufuhr lassen sich höhere Schichthöhen und damit eine höhere Produktion auf gleichem Raum erreichen.
- Kastenmälzerei (engl. Saladin box).
Die Kastenmälzerei war früher die gängigste Form der pneumatischen Mälzerei und ist auch heute noch vielfach im Einsatz. Das Getreide wird in viereckigen Keimkästen zum Keimen gebracht und mechanisch gewendet. Das Verfahren wurde vom Franzosen Charles Saladin entwickelt, weshalb die Keimkästen der Kastenmälzerei auch Saladinkästen genannt werden.
- Wanderhaufenmälzerei/Keimstraße (engl. Wanderhaufen).
Beim Wanderhaufen wurde ursprünglich das Keimgut in einem langen Saal, der sogenannten Keimstraße, täglich von einer Wende- und Förderanlage um eine definierte Strecke nach vorne gefördert.[4] Heute kommt diese Technologie fast ausschließlich nur noch als sogenannter Umsetzkasten zur Anwendung. Am bekanntesten ist hier das System Lausmann[5], bei dem für jeden Keimtag ein separater Keimkasten mit heb- und senkbaren Hordenböden vorhanden ist, auf dem das Keimgut tageweise weiter gefördert wird. Obwohl diese Anlagen sehr bedienerfreundlich sind und mit vergleichsweise wenig Personal auskommen, hat sich diese Technologie wegen der hohen Investitionskosten nur für kleinere Anlagen durchgesetzt.
- Trommelmälzerei (engl. drum maltings).
Das Getreide keimt in rotierenden Trommeln. Diese Technik ist heute weitgehend überholt und wird nur noch selten eingesetzt.
- Turmmälzerei (engl. tower maltings).
Das Getreide keimt in runden Kästen, von denen mehrere übereinander angeordnet werden. Diese Technologie existiert seit den frühen 1970er Jahren  und hat sich wegen der platzsparenden Bauweise und den kurzen Luft- und Transportwegen insbesondere an Hafenstandorten als Standard bei größeren Mälzereineubauten durchgesetzt.
- Keimdarrkästen (engl. Germinate and Kilning Vessel).

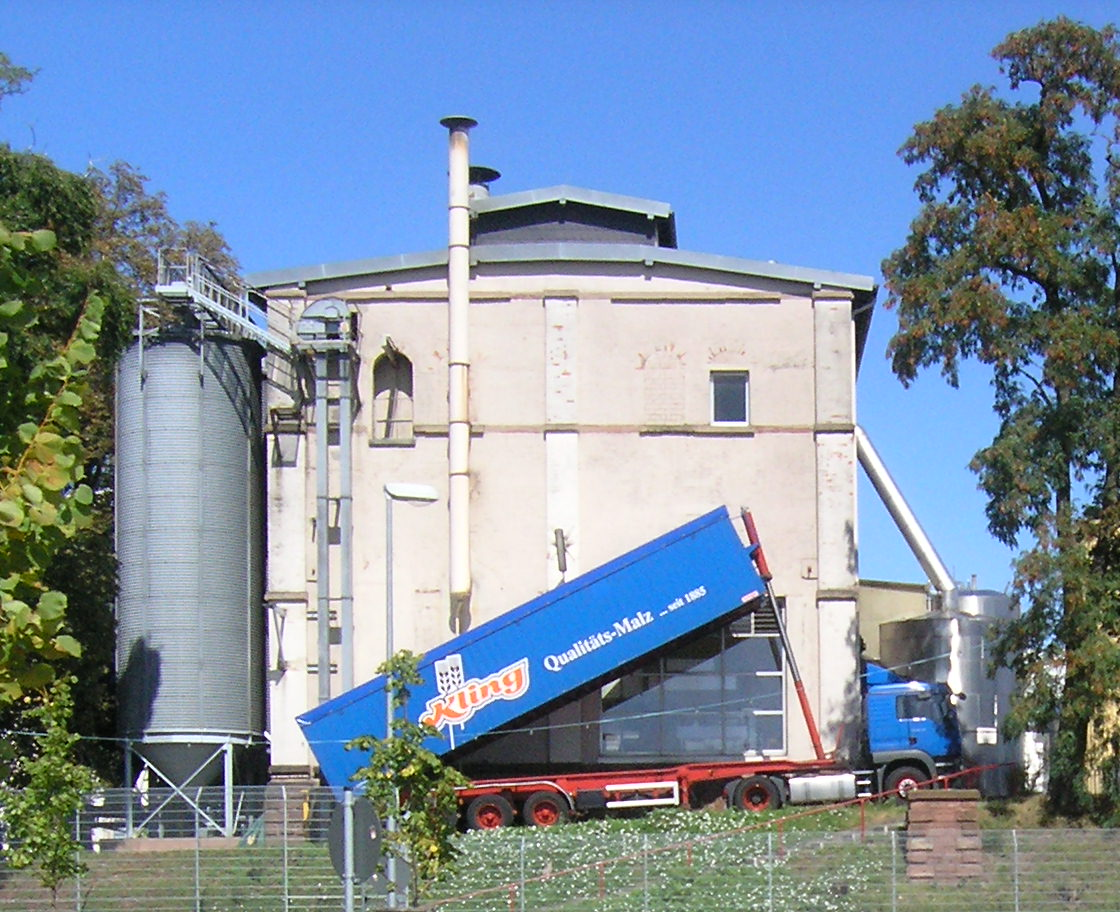
Malzlieferung an die Brauerei Moninger

In einem Keimdarrkasten werden die Prozessschritte Keimen und Darren hintereinander ausgeführt, ohne dass ein aufwändiges Umlagern des Keimgutes erfolgen muss. Daher wird das System auch als statische Mälzerei[4] bezeichnet. Die Kästen können entweder eckig (Saladinkästen) oder rund (Turmmälzerei) ausgeführt werden. Die Technologie wurde 1966 das erste Mal in der Mälzerei Schill in Osthofen umgesetzt und wird daher auch als Keim-Darrsystem Schill bezeichnet.[6] Das Darren im Keimkasten erwies sich aber wegen des höheren Wärmeenergiebedarfs als unökonomisch. Insbesondere nach den Ölkrisen und dem damit verbundenen starken Anstieg der Energiepreise in den 1970er Jahren wurde diese Technologie wieder weitgehend aufgegeben.

## Unternehmen der Branche
Bestehende (unvollständige Liste)::
- Avangard Malz
- Axéréal (Boortmalt)
- Bamberger Mälzerei Gruppe
- Cargill
- CastleMalting
- COFCO Group China
- Crisp Malting Group
- Erfurter Malzwerke
- GrainCorp Malt
- Ireks Malz
- Malteurop
- Malzfabrik Michael Weyermann
- Mälzerei Steinbach
- NMB Naheland Malz
- Palatia Malz (BESTMALZ)[8]
- Rahr Malting Co.
- Rhön-Malz
- SchwabenMalz
- Schweizer Mälzerei
- Soufflet
- Supertime China
- Viking Malt

Ehemalige:
- Friedrich Weissheimer Malzfabrik
- GlobalMalt
- Schill Malz

Brauereien mit eigener Mälzerei:
- Schwarzbräu, Zusmarshausen
- Brauerei Gutmann, Titting
- Schweiger Bräu, Markt Schwaben
- Neumarkter Lammsbräu, Neumarkt in der Oberpfalz
- Brauerei Spezial, Bamberg